# Benjamin Vermeulen
Pour les articles homonymes, voir Vermeulen.
Benjamin Vermeulen (né le 15 juillet 1957 à Saint-Nicolas,) est un coureur cycliste belge, actif dans les années 1970 et 1980.

## Biographie
En 1975, Benny Vermeulen remporte la version junior du Tour des Flandres. Quatre ans plus tard, il se distingue au niveau international en remportant une étape de la Course de la Paix. Il brille par ailleurs sur piste en décrochant diverses médailles aux championnats de Belgique amateurs. 
Il passe finalement professionnel en 1980 au sein de la formation Boston-IFI-Mavic. Pour ses débuts avec l'équipe, il obtient quatre victoires dans des courses belges. Il termine également deuxième d'une étape du Tour de l'Oise, et participe au Tour de France, où il réalise deux tops dix. L'année suivante, il finit deuxième du prologue du Tour d'Indre-et-Loire, troisième du championnat de Belgique sur route, ou encore quatrième du Tour du Limbourg. Il poursuit sa carrière professionnelle jusqu'en 1983. 

## Palmarès et résultats

### Palmarès par année
- 1975
  - Tour des Flandres juniors
- 1978
  - Zuidkempense Pijl
- 1979
  - 2eb étape du Circuit franco-belge
  - 11e étape de la Course de la Paix
  - Coupe Egide Schoeters
  - 3e du championnat de Belgique de poursuite amateurs
  - 3e du championnat de Belgique du kilomètre amateurs
- 1980
  - Coupe Sels
  - 3e du Circuit de Niel
- 1981
  - 3e de Harelbeke-Poperinge-Harelbeke
  - 3e du championnat de Belgique sur route
- 1982
  - Prologue du Tour d'Aragon (contre-la-montre par équipes)
  - 2e du Circuit des bords flamands de l'Escaut
  - 2e du Grote Prijs Dr. Eugeen Roggeman
  - 3e du Grand Prix Pino Cerami
- 1983
  - 3e du Circuit du Pays de Waes

### Résultats sur les grands tours

#### Tour de France
2 participations
- 1980 : non-partant (11e étape)
- 1981 : hors délais (2e étape)